# Adolfo Farsari

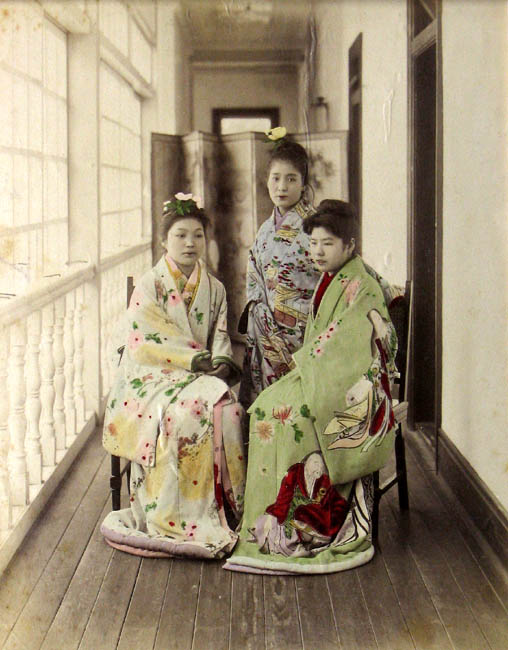
Tre geishor på en veranda, färgfotografi cirka år 1885

Adolfo Farsari, född 11 februari 1841, död 7 februari 1898, var en italiensk fotograf som arbetade i Yokohama i Japan. Efter att ha gjort en kort militär karriär, bland annat i amerikanska inbördeskriget, ägnade han sig åt entreprenörskap och blev kommersiell fotograf. Hans fotografiska verk var högt ansedda, speciellt de verk där han handkolorerade porträtt och landskapsbilder, vilka han för det mesta sålde till utlänningar och gäster från andra länder. Farsaris bilder blev mycket spridda, och presenterades eller nämndes i böcker och tidskrifter, samt återskapades ibland av andra artister i andra medier. Bilderna skapade utländska föreställningar om människor och platser i Japan, vilket till en viss grad påverkade hur japaner såg på sig själva och på Japan. Hans studio, den sista mer kända studion ägd av en utlänning i Japan, var en av landets största vad gäller fotografi. Det var till stor del Farsaris ambitiösa tekniska standard och entreprenörsförmåga som gjorde att fotografin i Japan utvecklades som den gjorde.

## De tidiga åren
Adolfo Farsari föddes i Vicenza, i kungariket Lombardiet-Venetien (som då var en del av Kejsardömet Österrike, nu i Italien). Han började sin karriär i den italienska armén 1859 men emigrerade till USA 1863, där han var starkt abolitionistisk Farsari gick med i styrkorna på nordstaternas sida som en frivillig kavallerist från New York (New York State Volunteer Cavalry trooper) till dess att kriget slutade. Han gifte sig med en amerikanska, men äktenskapet blev misslyckat och 1873 lämnade han sin fru och sina två barn och flyttade till Japan.
I Yokohama gick Farsari och E.A. Sargent samman för att samarbeta. Deras firma, Sargent, Farsari & Co., sysslade med brevpapper, visitkort, tidskrifter, tidningar och romaner, japanska och engelska konversationsböcker, ordböcker, guider, kartor och fotografiska perspektiv på Japan. De som gjort dessa fotografier är okända men Farsari skapade några av kartorna. Mest anmärkningsvärda var Miyanoshita (i hälsoområdet Hakone) och Yokohama. Sedan hans samarbete med Sargent hade avslutats, publicerade företaget, som nu gick under namnet A. Farsari & Co., stegvisa upplagor av Keeling's Guide to Japan och Farsari själv skrev och publicerade Japanese Words and Phrases for the Use of Strangers. Firman var framstående i arbetet att publicera material för att hjälpa resande i Japan. De publicerade den första guiden om Japan i juli 1880.

## Fotografisk karriär och studio
Farsari började 1883 lära sig själv att fotografera för att kunna skapa ett företag. 1885 gick han ihop med fotografen Tamamura Kozaburō och de skapade tillsammans Stillfried & Andersen, en studio (även känd under namnet Japan Photographic Association), som hade 15 anställda

## Farsari ochYokohama shashin
Under perioden där fotograferna använde collodium (en trög vätska av salpetersyra, svavelsyra, bomull, etrar och etanol), alltså före ankomsten av mindre förstörande teknologier (silversalt i gelatin, fotografisk film och mindre kameror) och före den kontinuerliga ökningen av amatörfotografi, hade professionella fotografer som Farsari en viktig uppgift att dokumentera evenemang och vyer. I Japan var dessa fotografer före 1899 ännu viktigare på grund av att regeringen krävde att besökare ansökte om legitimation för att få besöka historiska platser. Kommersiella fotografer som var stationerade i Japan hade bättre möjligheter att få tillträde till förbjudna regioner och därmed att skapa värdefulla bilder. Trots allt registrerade Farsari att nästan hälften av besökarna i Yokohama 1899 var amatörfotografer; även om det var en överdrift så påverkade närvaron av ett ökat antal amatörfotografer naturligtvis den kommersiella fotoindustrin. För att uppmuntra amatörfotografer att besöka hans studio och kanske köpa några av hans produkter erbjöd Farsari fri användning av ett mörkrum.

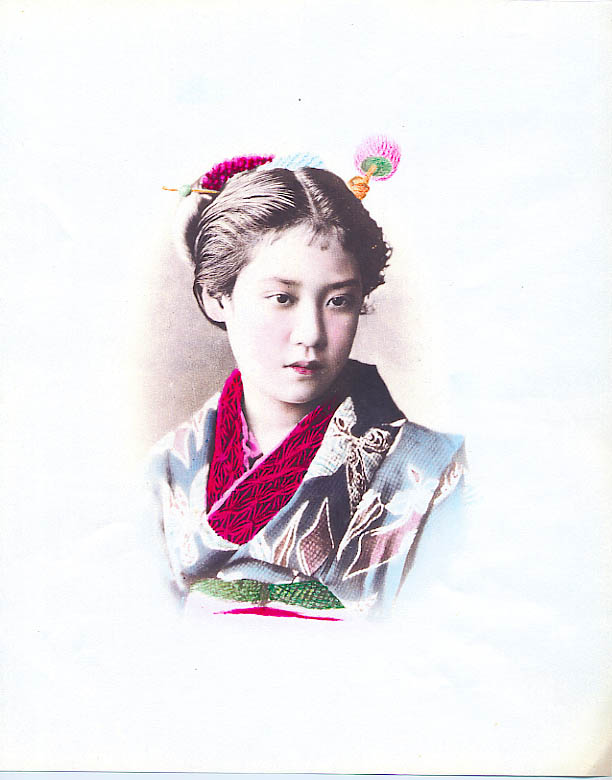
Officer's Daughter, handkolorerat album i silvertryck från 1880-talet.

Att veta vilka fotografier som kunde tillskrivas Farsari eller andra fotografer är svårt, då fotograferna under 1800-talet vanligen erbjöd varandra sina bilder och sedan sålde dem under eget namn. Det var mycket vanligt att kommersiella fotografer bytte hela förrådet av negativ med andra professionella fotografer eller att ett större antal av friskapande amatörfotografer sålde sina arbeten till mer än en studio. En fotografi tillskriven Farsari kan lika bra vara gjord av Beato, Stillfried & Andersen eller Kusakabe. På så sätt räknas bilden Officer's Daughter  ("Dotter till en officer") ibland som fotografi av Farsari eller av Stillfried eller Kusakabe.
Livstiden för A. Farsari & Co täcker hela övergången av den japanska fotografin från inblandningen och inflytandet av främmande fotografer till en oberoende ursprunglig japansk fotografisk identitet.

## Värdering av Farsaris verk/Kritik

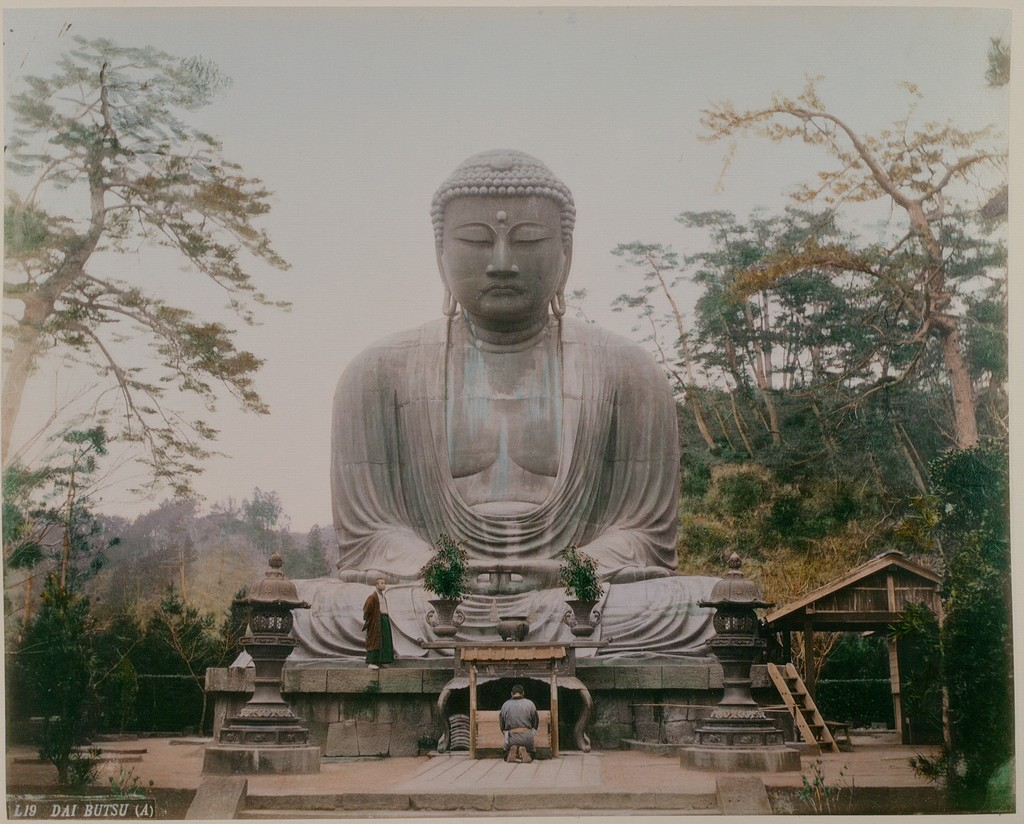
Dai Butsu (ung. stor Budda), Kōtoku-in, Kamakura, Japan, mellan 1885 och 1890. Fandkolorerat albumsilverintryck.

På sin tid var verken från A. Farsari & Co. högt ansedda och populära. Utöver Kiplings stöd, publicerade fotografen och tillika produktiva fotografiskribenten W. K. Burton en värdering i en artikel från 1887 där han skrev: "Jag har aldrig sett så bra färgfotografier någon annanstans som jag har bland Farsaris verk". Samma år dök det upp en recension som prisade Farsaris verk i branschtidningen Photographic Times and American Photographer. Recensionen beskrev hans verk som "tekniskt sett nästan perfekta" och att de uppvisade "artistiska proportioner" i val av ämne, föreställande japanskt liv, och för att de försåg amerikanerna med bilder med naturlig skönhet av ett land som var obekant för dem.

## Fotografier och andra verk i urval
Fotografierna är försedda Farsaris namn på dem, följt av visningsdatum, fotograferingsprocessen, och en beskrivande titel.
- Jinriki, 1886. Handfärgat albumintryck på en dekorerad albumsida.

En rickshawförare, två passagerare och en bärare.
- Wrestlers, c. 1886. Handfärgat albumintryck.

Scen av en sumomatch rikishi [wrestlare], a gyōji [domare] och publik.
- Rooms, 1886. Handfärgat albumintryck på en dekorerad albumsida.

Interiör av ett japanskt hus.
- Tennonji, Osaka, mellan 1885 och 1890. Handfärgat albumintryck på en dekorerad albumsida.

Vy över templet shitennō-ji i Osaka.
- Chokugaku Mon [Chokugaku-porten], mellan 1885 och 1890. Handfärgat albumintryck.

Vy över Yūshō-in-mausoleets byggnadskomplex, med klocktornet och Chokugakuporten, i Zōjō-ji, Tokyo.
- Japan, mellan 1885 och 1890. Albumintryck..

Fotomontage som innehåller olika bilder av A. Farsari & Co..
- A. Farsari & Co., c. 1890.

Titelsida ur ett album från A. Farsari & Co..

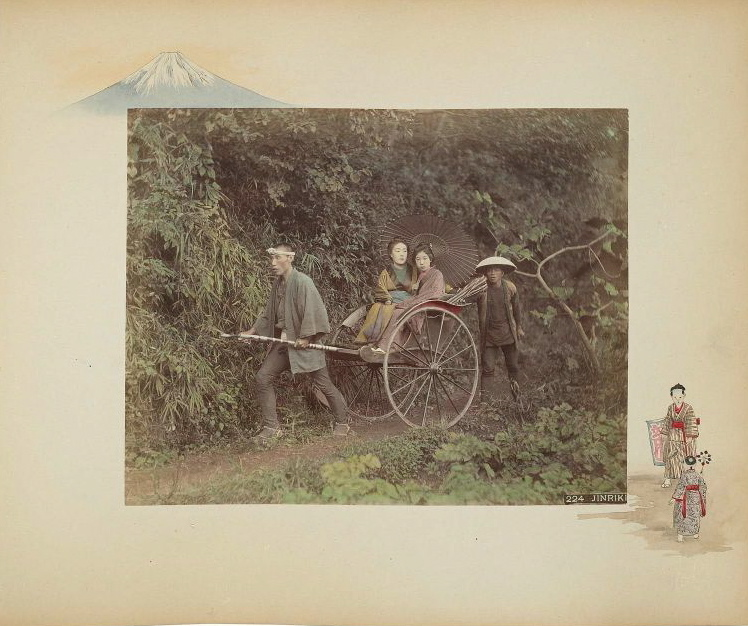
Jinriki, 1886. Handfärgat albumintryck på en dekorerad albumsida. En rickshawförare, två passagerare och en bärare.
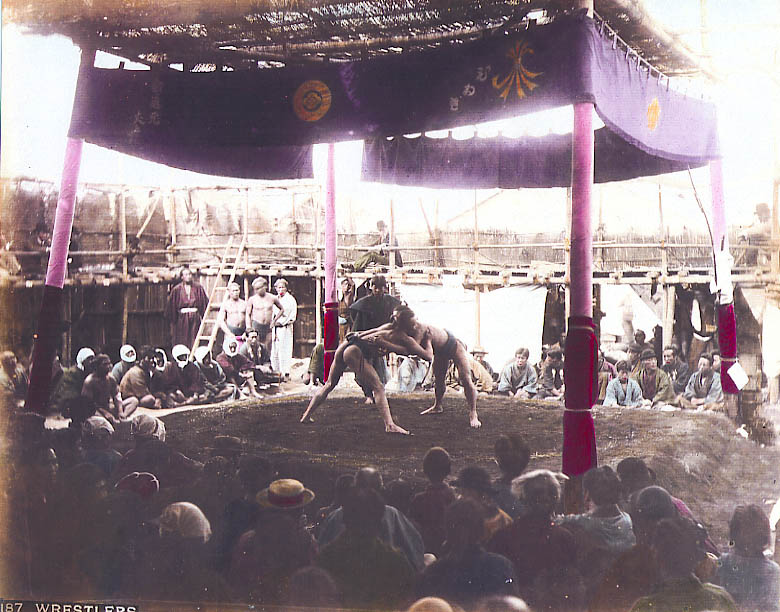
Wrestlers, c. 1886. Handfärgat albumintryck. Scen av en sumomatch rikishi [wrestlare], a gyōji [domare] och publik.
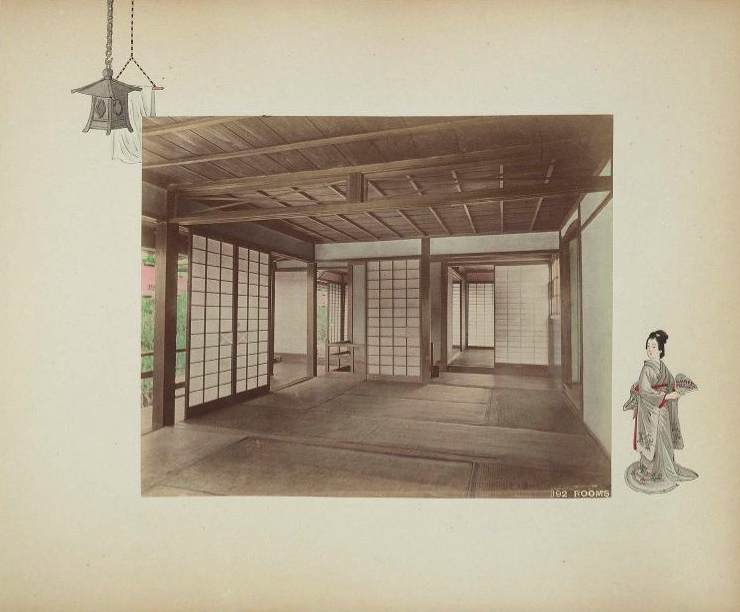
Rooms, 1886. Handfärgat albumintryck på en dekorerad albumsida. Interiör av ett japanskt hus.
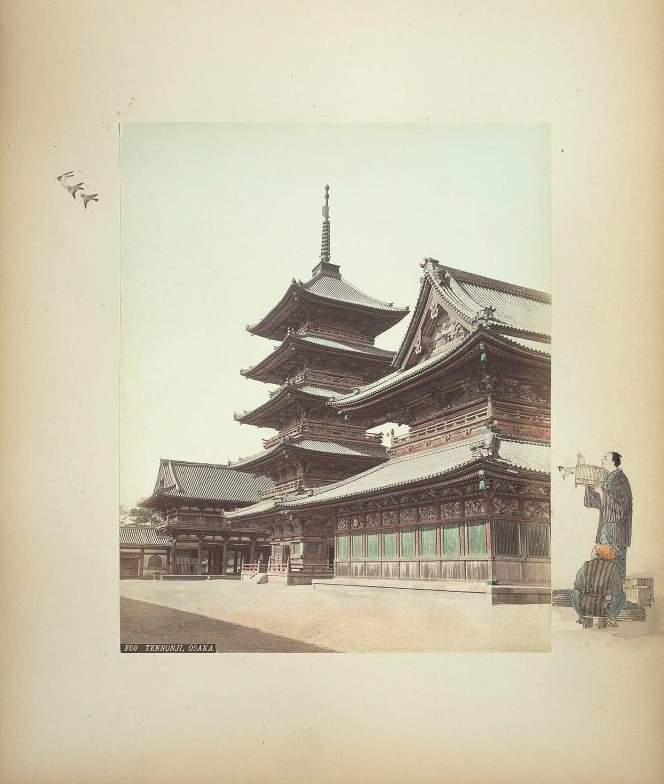
Tennonji, Osaka, mellan 1885 och 1890. Handfärgat albumintryck på en dekorerad albumsida. Vy över templet shitennō-ji i Osaka.
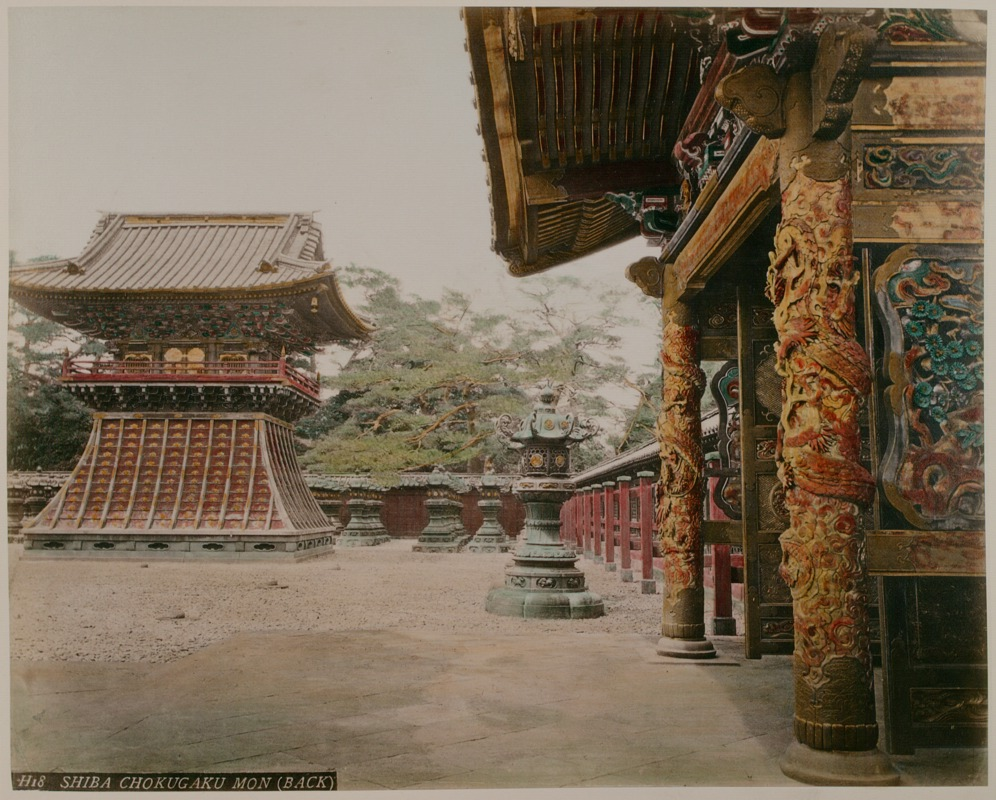
Chokugaku Mon [Chokugaku-porten], mellan 1885 och 1890. Handfärgat albumintryck. Vy över Yūshō-in-mausoleets byggnadskomplex, med klocktornet och Chokugakuporten, i Zōjō-ji, Tokyo.
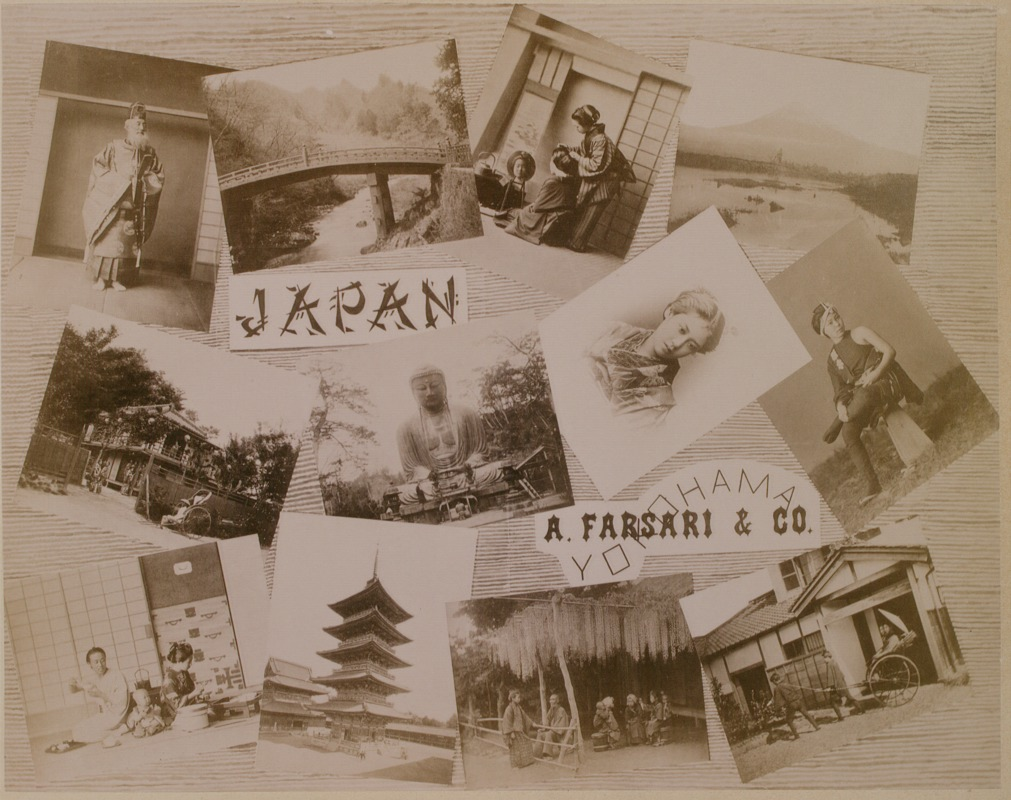
Japan, mellan 1885 och 1890. Albumintryck.. Fotomontage som innehåller olika bilder av A. Farsari & Co..
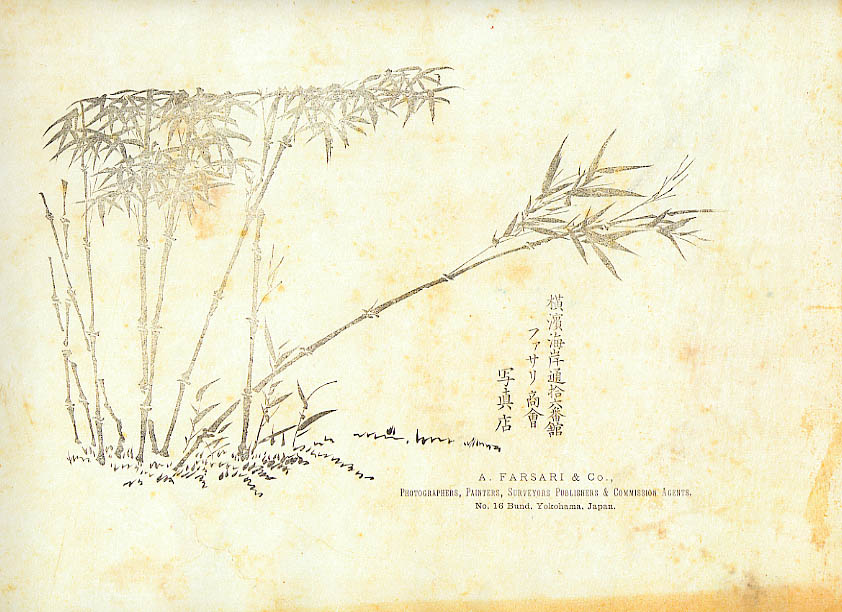
Reklam för A. Farsari & Co., 1887. I Keeling's Guide to Japan, 4th Edition, 2nd Issue, 1890.
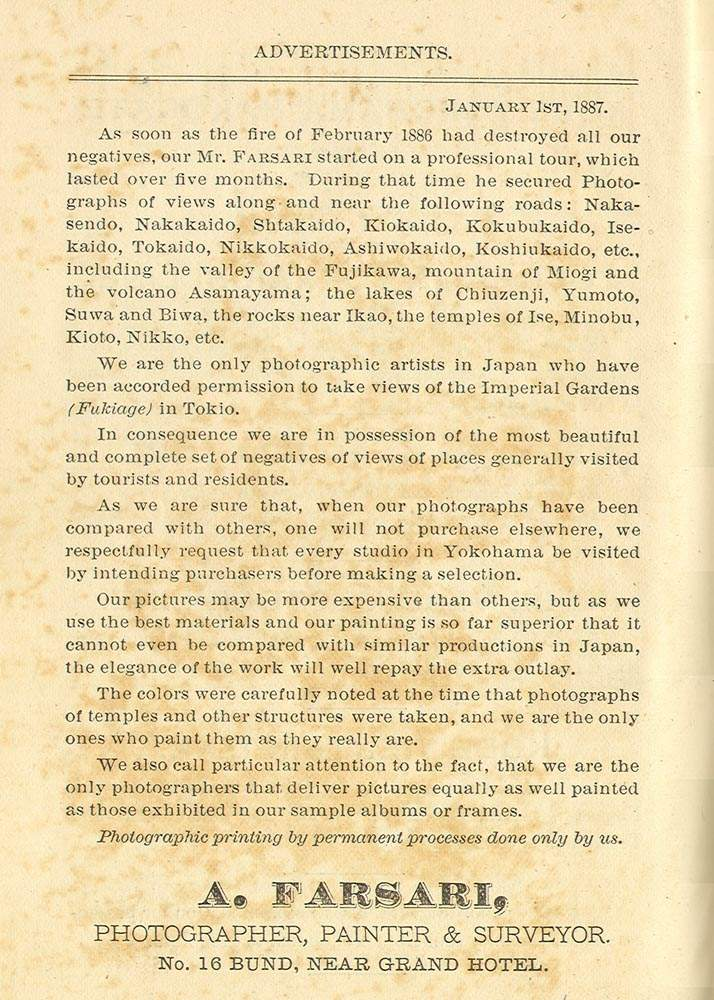
Reklam för A. Farsari & Co., 1887. I Keeling's Guide to Japan, 4th Edition, 2nd Issue, 1890.